# 茨城銀行
株式会社茨城銀行（いばらきぎんこう、The Ibaraki Bank, LTD）は、茨城県水戸市に本店を置いていた第二地方銀行。略称は「いばぎん」。2010年（平成22年）3月1日に関東つくば銀行と合併し、筑波銀行となった。

## ひたちの銀行
茨城銀行と関東つくば銀行は、2004年（平成16年）11月22日に合併検討開始で合意し、2006年（平成18年）7月18日に合併して「ひたちの銀行」が発足する予定であった。しかし、関東つくば銀行が、同年3月10日に一方的に見送りを発表。これに対し、茨城銀行は関東つくば銀行との協議を中止する方針を決めた。
その後、合併中止により生じた損害について、両行の話し合いがまとまらず、2006年（平成18年）6月27日に、茨城銀行が関東つくば銀行に対して、合併準備費用相当額約11億円の損害賠償を求めて、水戸地方裁判所に訴えを提起。裁判所の和解勧告を受け、関東つくば銀行が解決金3億5千万円を支払い、茨城銀行が合併用に購入したシステム機器等を無償譲渡するとの内容で、2009年（平成21年）2月24日に裁判上の和解が成立。

### 勘定系システム
従前、独自で構築してきた日立製作所メインフレームの勘定系システムを、ハードウェアごと2001年（平成13年）5月よりNTTデータにアウトソースし、STARシリーズの一つであるSTAR-21として稼働させていた。2009年（平成21年）5月にSTAR-21のハードウェア全面更新が行われ、一部の記帳体裁が変更された。関東つくば銀行との合併に伴うシステム統合により、合併後の2010年（平成22年）5月に破棄された。

## 経営
経営者
2008年（平成20年）6月の株主総会をもって、頭取の川嶋烈（かわしま つよし）が退任し、後任に専務取締役の溝田泰夫が頭取に就いた。溝田頭取は、京都大学卒、日本銀行出身で、最後は検査室長を務めた。2003年（平成15年）6月顧問として茨城銀行に入行、同年6月常務取締役、2005年（平成17年）6月専務取締役。
他金融機関との関係
関東つくば銀行と提携を更に進め、2006年（平成18年）7月18日に合併して「ひたちの銀行」となる予定であったが、同年3月10日に、関東つくば銀行がこの見送りを発表し、協議は中止された。2009年（平成21年）4月28日に、関東つくば銀行と合併することで、再び基本合意。2010年（平成22年）3月1日に、「筑波銀行」となった。

## 沿革
- 1921年（大正10年）6月9日 - 茨城無尽株式会社設立。
- 1952年（昭和27年） - 相互銀行法により株式会社茨城相互銀行に社名変更。
- 1989年（平成元年） - 金融機関の合併及び転換に関する法律第6条第5項の規定に基づいて、銀行法により免許を受けたとみなされる。普通銀行に転換し、株式会社茨城銀行と商号（社名）変更。
- 2001年（平成13年）10月 - 関東銀行、つくば銀行の両行（後の関東つくば銀行）と包括的業務提携。
- 2002年（平成14年）12月24日 - 廃止された大東銀行水戸支店の営業を譲受。
- 2004年（平成16年）11月22日 - 関東つくば銀行と合併検討開始で合意。
- 2006年（平成18年）3月10日 - 関東つくば銀行が一方的に経営統合を見送ったため、統合白紙化。
- 2008年（平成20年）6月 - つくばエクスプレスみどりの駅前に「みどりの支店」を開設。11年ぶりの店舗新設。
- 2009年（平成21年）
  - 4月28日 - 関東つくば銀行と合併の基本合意。
  - 10月19日 - 合併に先立ち、関東つくば銀行と支店名が重複する一部の店舗の支店名変更を行う[1]。
- 2010年（平成22年）3月1日 - 関東つくば銀行を存続行として合併し、茨城銀行は解散。合併後の新行名は「筑波銀行」。

合併後については、「筑波銀行」を参照のこと。

## 店舗展開
茨城県と千葉県・栃木県の各一部、東京都足立区に支店が置かれた。2008年（平成20年）6月には11年ぶりとなる新店舗「みどりの支店」をつくばエクスプレスみどりの駅前に開設した。

## 旧店舗名称

### 2009年10月19日変更
- 日立支店 → 日立中央支店
- 多賀支店 → 多賀駅前支店
- 大みか支店 → 大みか駅前支店
- ひたちなか支店 → 勝田東支店
- 土浦支店 → 土浦駅前支店
- 荒川沖支店 → 荒川本郷支店
- 研究学園都市支店 → 松代支店
- 伊奈支店 → 伊奈板橋支店
- 石岡支店 → 石岡駅前支店
- 取手支店 → 西取手支店
- 牛久支店 → 牛久中央支店
- 守谷支店 → 守谷けやき台支店
- 美浦支店 → 美浦南支店
- 鹿島支店 → 鹿島南支店
- 神栖支店 → 神栖東支店
- 総和支店 → 総和南支店
- 岩井支店 → 岩井西支店
- 境支店 → 境東支店
- 小山支店 → 小山東支店

### 2010年3月1日変更（筑波銀行）
- 本店営業部 → 水戸営業部

## 自動機サービス
関東つくば銀行、栃木銀行、東日本銀行と提携し、各行のATMで預金を手数料無料で引き出す事が可能であった。